# Fjordager Idrætsforening
Fjordager Idrætsforening (forkortet Fjordager I.F., F.I.F.) er en dansk idrætsforening, som er hjemmehørende i Odense på Fyn. Den blev stiftet i 1972 ved sammenlægning af Seden Idræftsforening og Agedrup Gymnastik & Idrætsforening. Foreningen, der har cirka 2.700 medlemmer, har afdelinger for basketball, badminton, fodbold, gymnastik, håndbold, teater, tennis, motion, petanque, taekwondo, line dance, cykling, løb og power walking (speed walking).
Fjordagers klubhus, som benyttes til fodbold, ligger i Seden. Dens idrætshal, der ligger på Seden Skole, benyttes til blandt andre håndbold, basketball og gymnastik.

## Ekstern kilde/henvisning
- Fjordager I.F.'s hjemmeside Arkiveret 5. maj 2009 hos  Wayback Machine

| Sport | Spire Denne artikel om sport er en spire som bør udbygges. Du er velkommen til at hjælpe Wikipedia ved at udvide den. |